# Aischines von Neapolis
Aischines von Neapolis (griechisch Αἰσχίνης Aischínēs, lateinisch Aeschines) war ein antiker griechischer Philosoph. Er lebte in der zweiten Hälfte des 2. Jahrhunderts v. Chr. in Athen.
Aus Angaben des Doxographen Diogenes Laertios geht hervor, dass Aischines aus „Neapolis“ stammte; um welche der Städte dieses Namens es sich handelt, ist unbekannt. Diogenes berichtet, dass Aischines der Platonischen Akademie in Athen angehörte und ein Schüler des Melanthios von Rhodos war, eines Schülers des berühmten Philosophen Karneades. Karneades hatte die Akademie bis zu seinem gesundheitsbedingten Rücktritt 137/136 v. Chr. als Scholarch geleitet. Einer von Plutarch mitgeteilten Anekdote zufolge erzählte Aischines, dass er auch – was von Gegnern bezweifelt wurde – Schüler des Karneades gewesen sei; er habe an dessen Lehrveranstaltungen teilgenommen, als der Scholarch schon von seinem hohen Alter geschwächt war. Demnach gehörte er zu den jüngsten Schülern des Karneades. Möglicherweise ist Aischines mit dem gleichnamigen Vater eines Philosophen namens Melanthios identisch, der im Index Academicorum des Philodemos von Gadara als Schüler Philons von Larisa bezeugt ist. In diesem Fall könnte Aischines seinen Sohn nach seinem Lehrer genannt haben.
Der römische Schriftsteller Cicero berichtet, dass um 110 v. Chr. die Platonische Akademie nach dem Urteil von Zeitgenossen in Blüte stand und dass Aischines damals zu den prominenten Repräsentanten dieser Philosophenschule gehörte. Damals befand sich die Akademie in der Epoche des Skeptizismus, zu dessen Hauptvertretern Karneades gehörte („akademische Skepsis“). Die Skeptiker bestritten, dass es philosophische Behauptungen gibt, deren Wahrheit nachgewiesen werden kann. Ein gesichertes Wissen hielten sie für unmöglich. Da Aischines an dieser Schule lehrte, muss er die erkenntnistheoretische Auffassung der Skeptiker geteilt haben. Darüber hinaus ist von seiner Philosophie nichts überliefert. 